# El Huicón
El Huicón är en ort i Mexiko.   Den ligger i kommunen Atoyac de Álvarez och delstaten Guerrero, i den södra delen av landet, 290 km söder om huvudstaden Mexico City. El Huicón ligger 46 meter över havet och antalet invånare är 320.
Terrängen runt El Huicón är kuperad åt nordost, men åt sydväst är den platt. Runt El Huicón är det ganska glesbefolkat, med 26 invånare per kvadratkilometer. Närmaste större samhälle är Atoyac de Álvarez, 17,3 km nordväst om El Huicón. I omgivningarna runt El Huicón växer i huvudsak lövfällande lövskog.